# 猿島
猿島，是一個位於日本神奈川縣橫須賀市的無人島。其四面為東京灣所環繞，是東京灣內唯一自然形成的島嶼。

## 地勢
- 面積 約5.55km2
- 標高 最高39.3m
- 位在橫須賀市平成町東北約1.15km處，或是三笠公園東方約1.75km處

## 概要
猿島的交通，搭乘京急本線在橫須賀中央站下車後，徒步及搭船約30分可達，尚稱便利。島上環境適合從事海水浴、露營、釣魚、散步等休閒活動。島內曾出土一些繩文時代及彌生時代的土器及人骨，此外也有與日蓮上人有關的傳說流傳。
從幕府末期到第二次世界大戰前，猿島成為了東京灣中的首都防衛據點。在幕府末期，江户幕府在猿島上建立了臺場（だいば，幕府末期為了防範外國船隻而興建的要塞），進入明治時代以後，該要塞則為陸軍省及海軍省所管轄，並興建了新的要塞及砲台。目前島內還殘存著挖空岩壁覆上紅磚而成的要塞遺跡。
二戰後至1961年（昭和36年），猿島為美軍接收。在美軍接收期間，1947年（昭和22年）開始有渡船通航、1957年（昭和32年）開闢了海水浴場。之後在1993年（平成5年）海水浴場封閉，航錄也廢止，猿島成為禁止進入的場所。1995年（平成7年），橫須賀市受到大藏省委託，進行了步道的重新整備，也再度開始通航。2003年（平成15年），橫須賀市由中央政府接受了猿島的無償讓與。

## 交通
- 在三笠碼頭（三笠公園內）搭船，約需10分鐘。渡船3月至11月為每日出航，12月至2月則只有週六日出航。
  - 要到三笠碼頭，可以從京急本線橫須賀中央站徒步15分鐘，或是從JR橫須賀線橫須賀站徒步30分鐘。

## 圖集

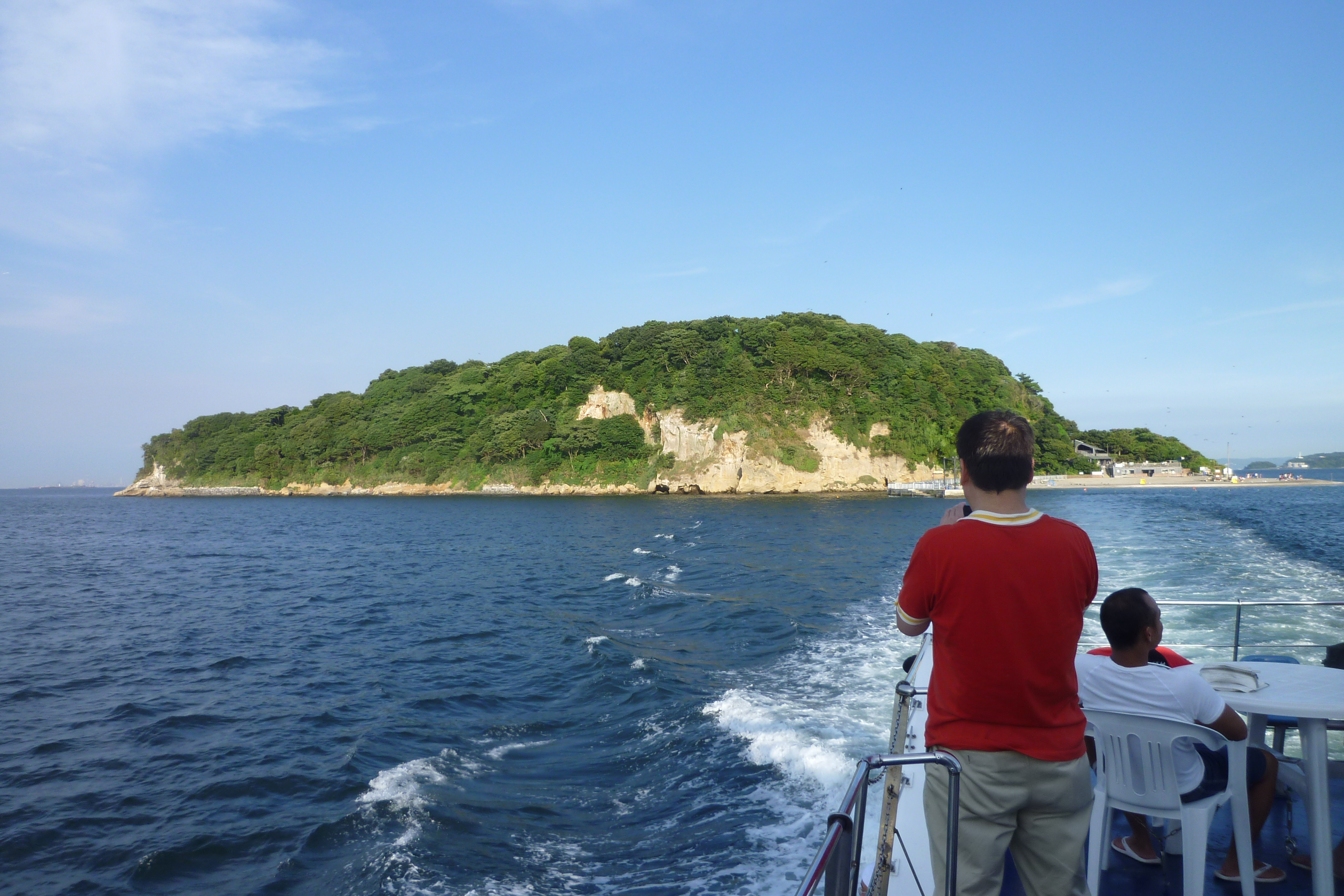
渡船離開島嶼
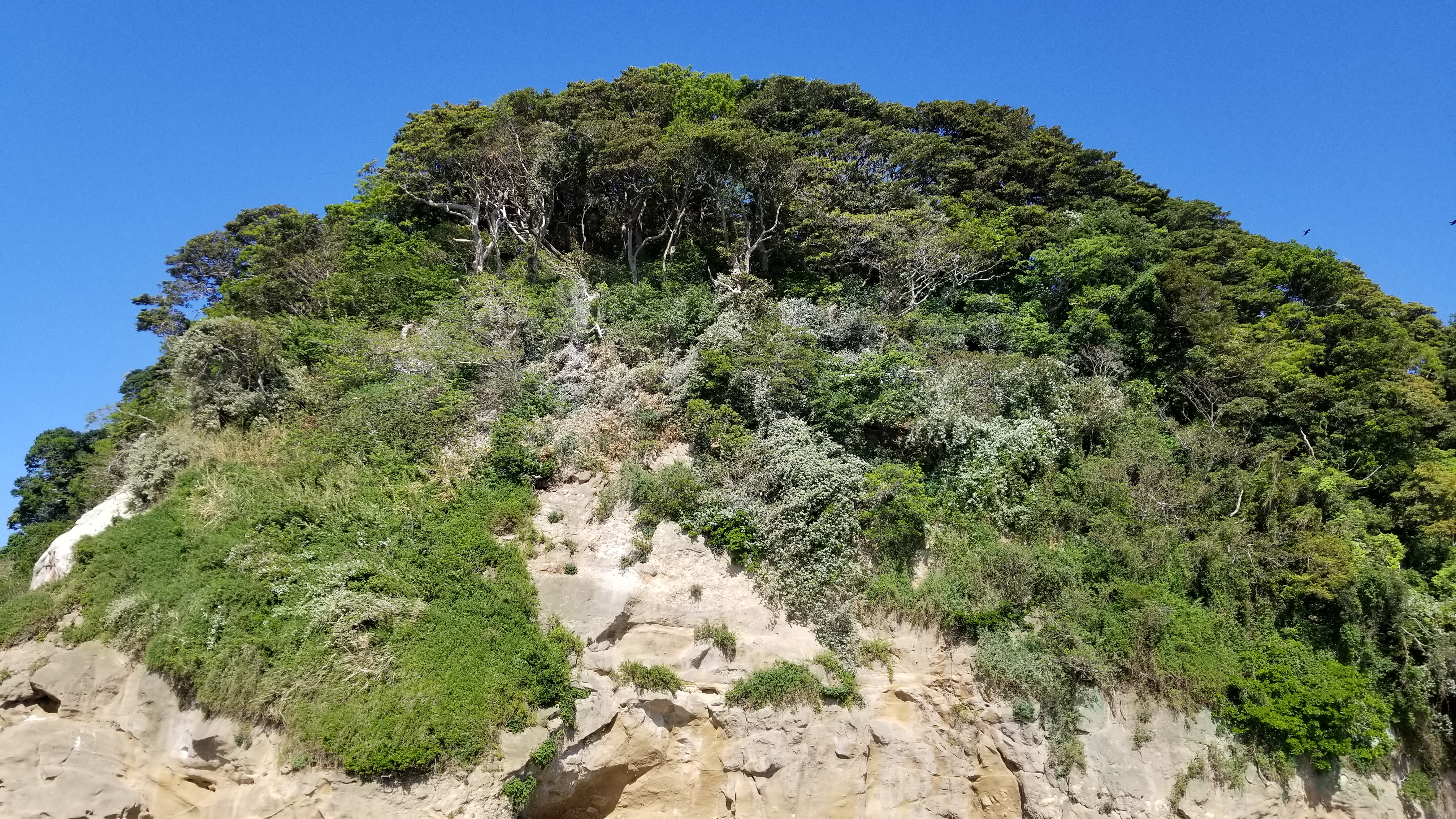
南邊岬角
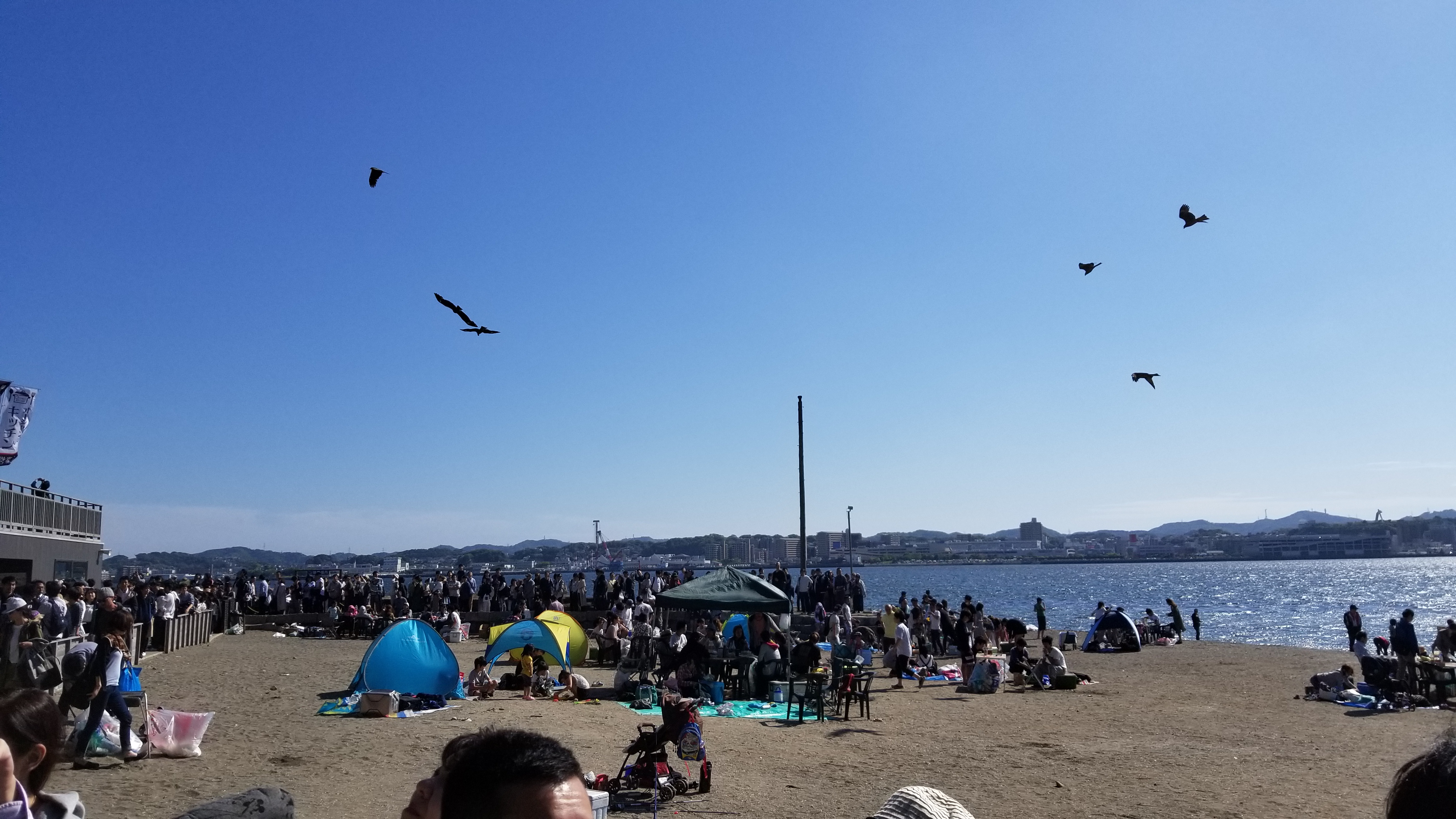
南邊海灘
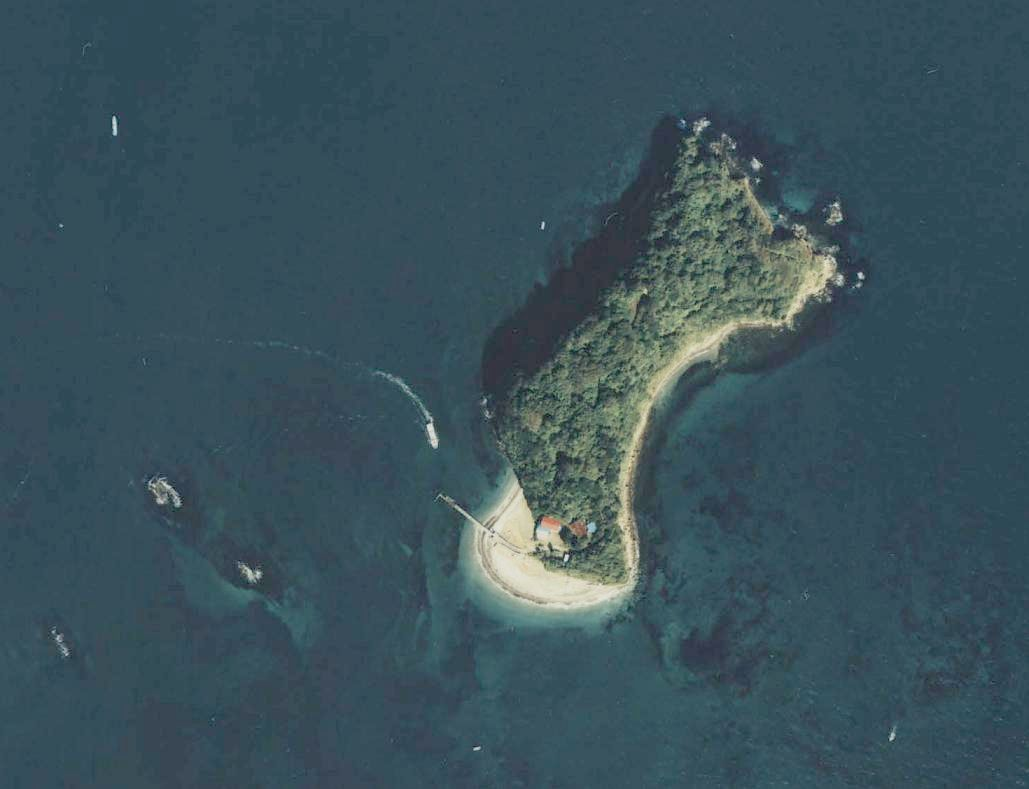
俯視圖
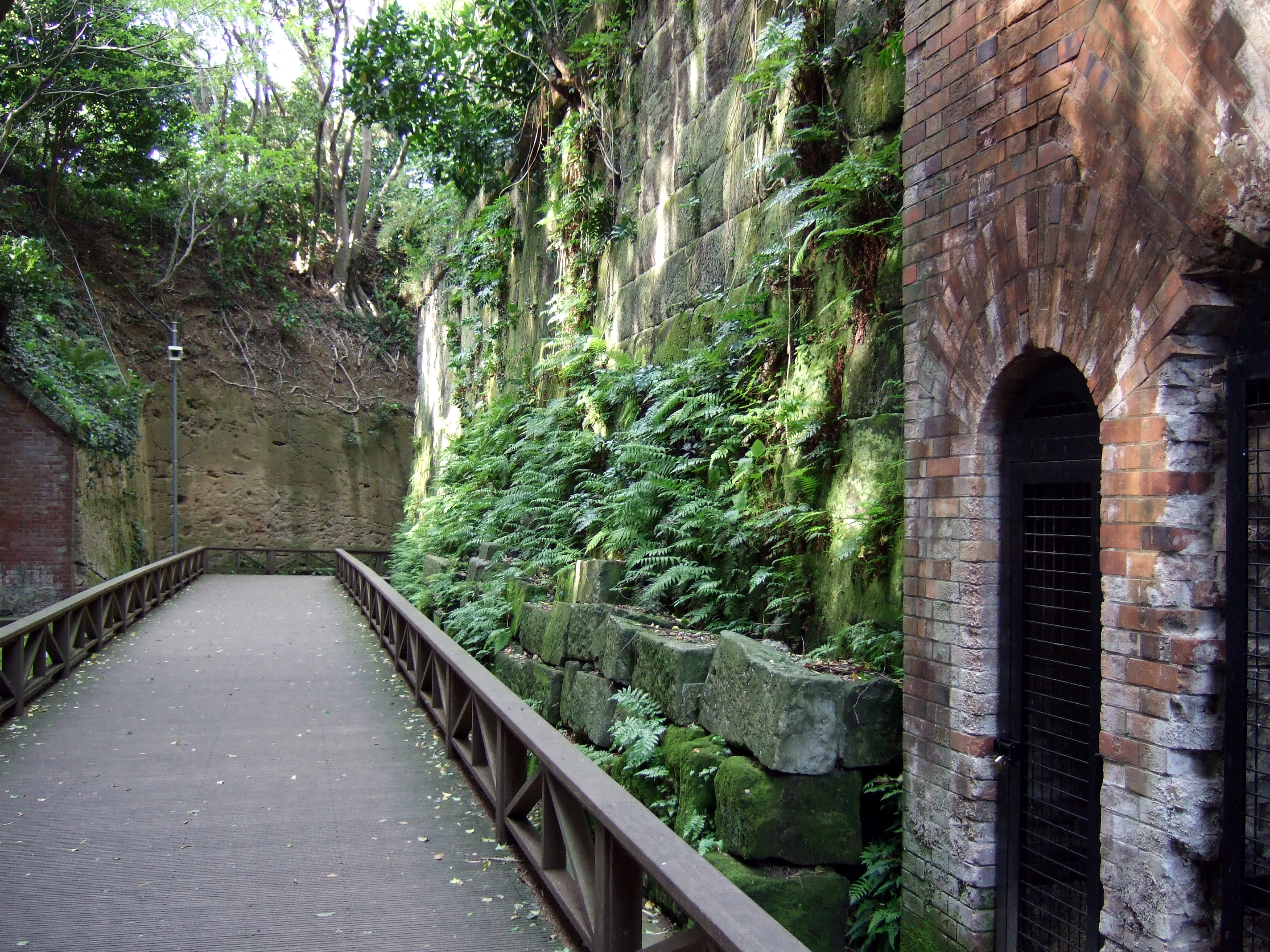
要塞遺跡
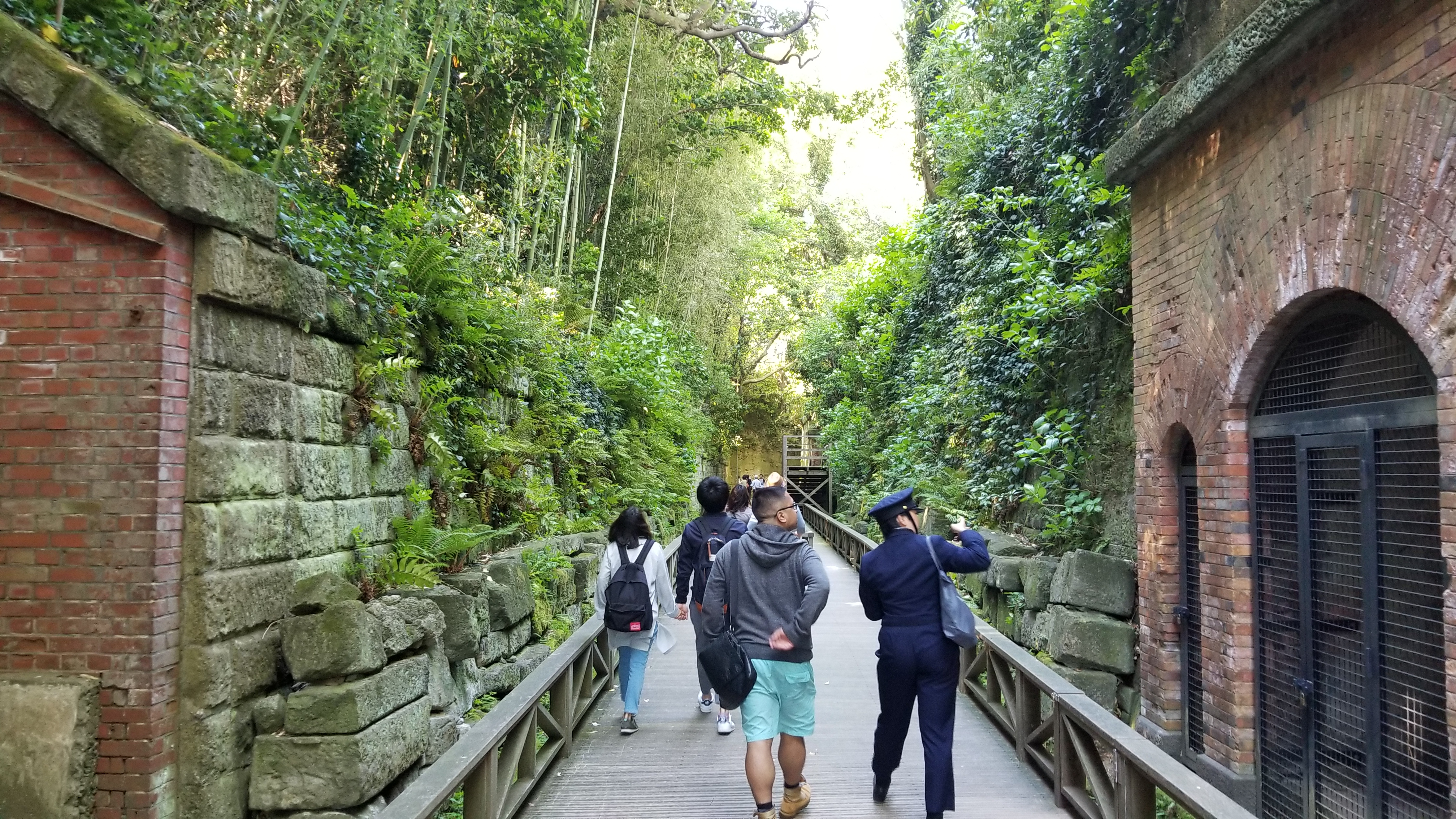
要塞步道
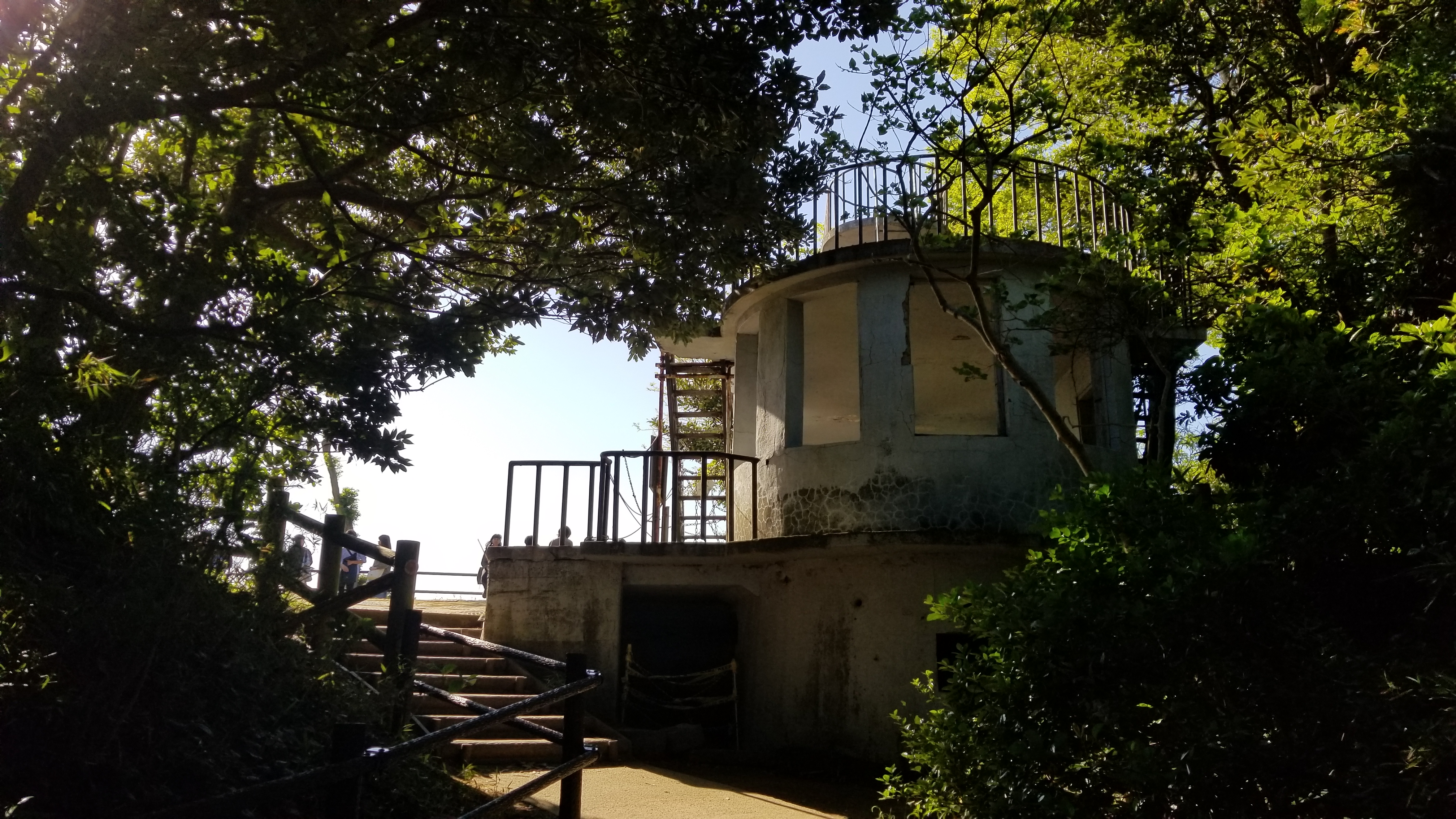
廢棄烽堠
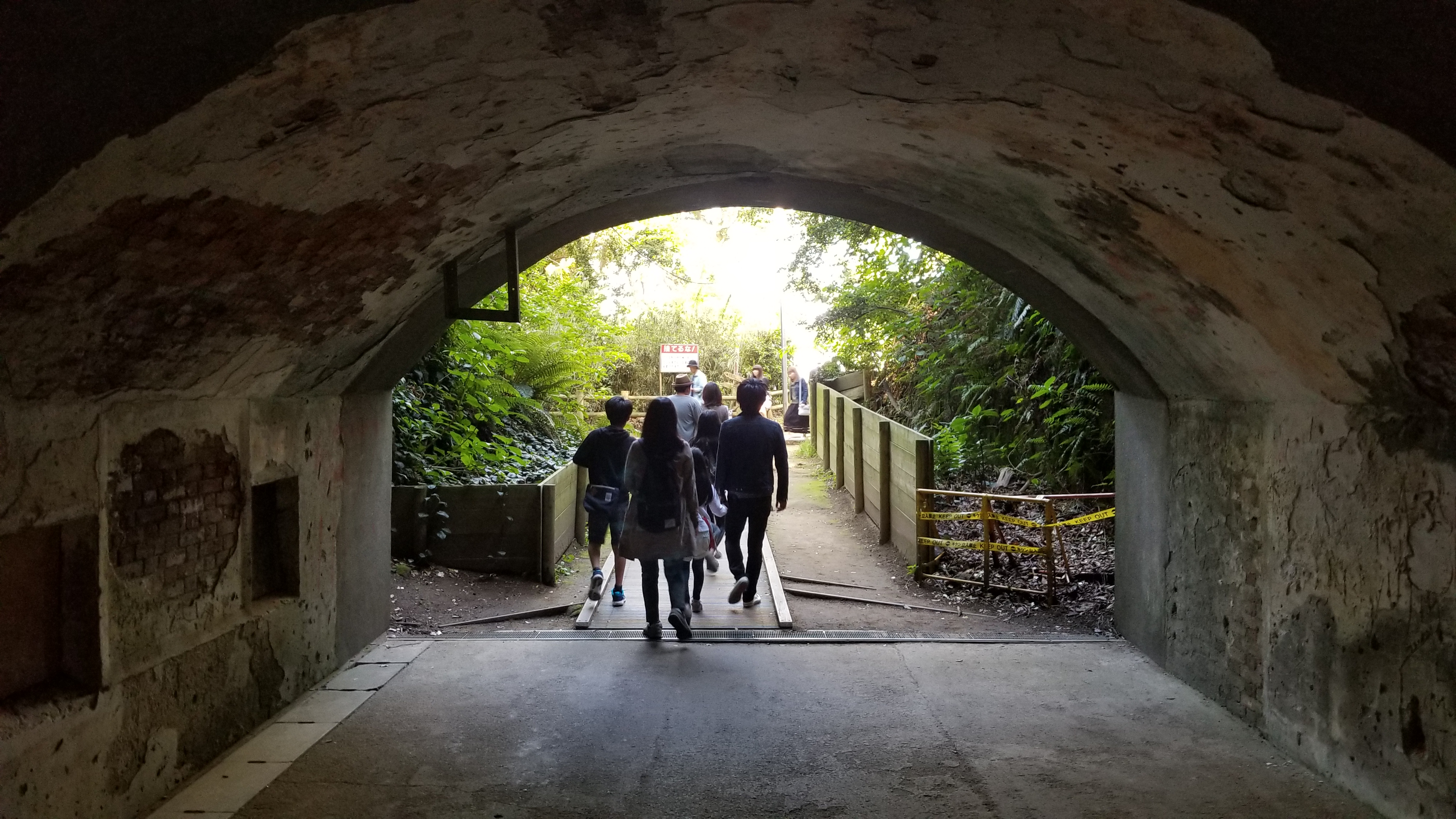
地堡隧道
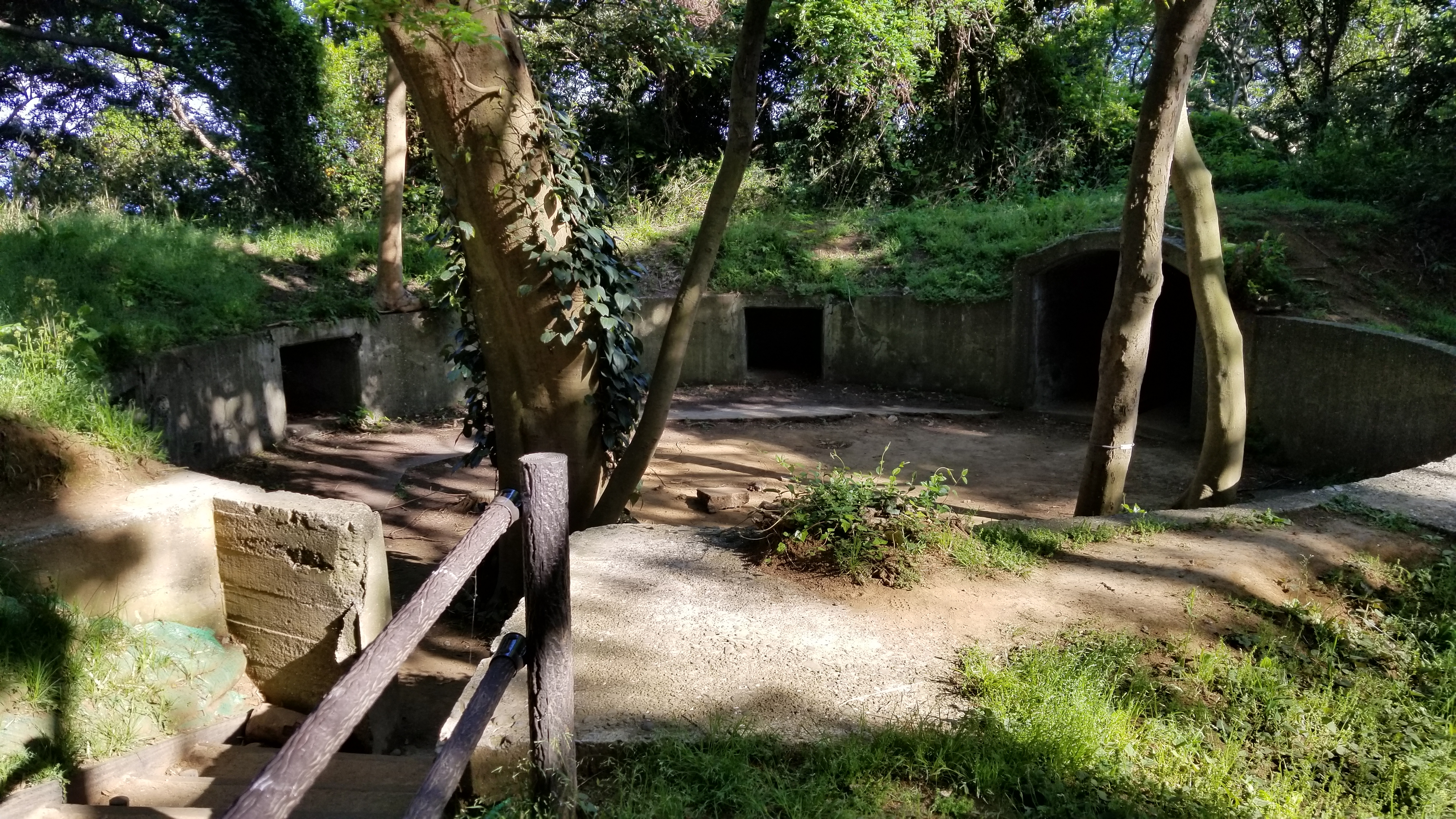
砲台
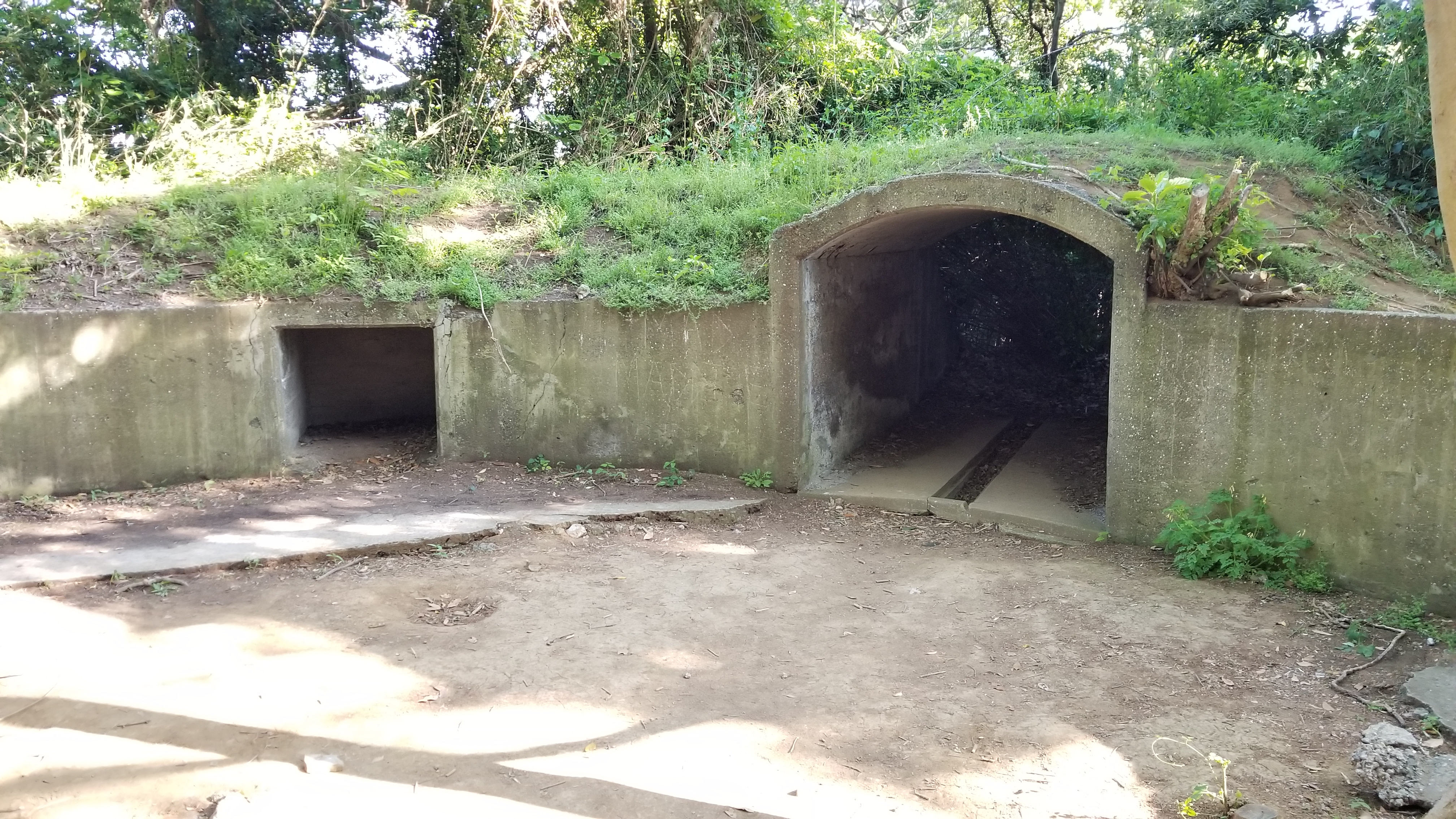
砲台空地
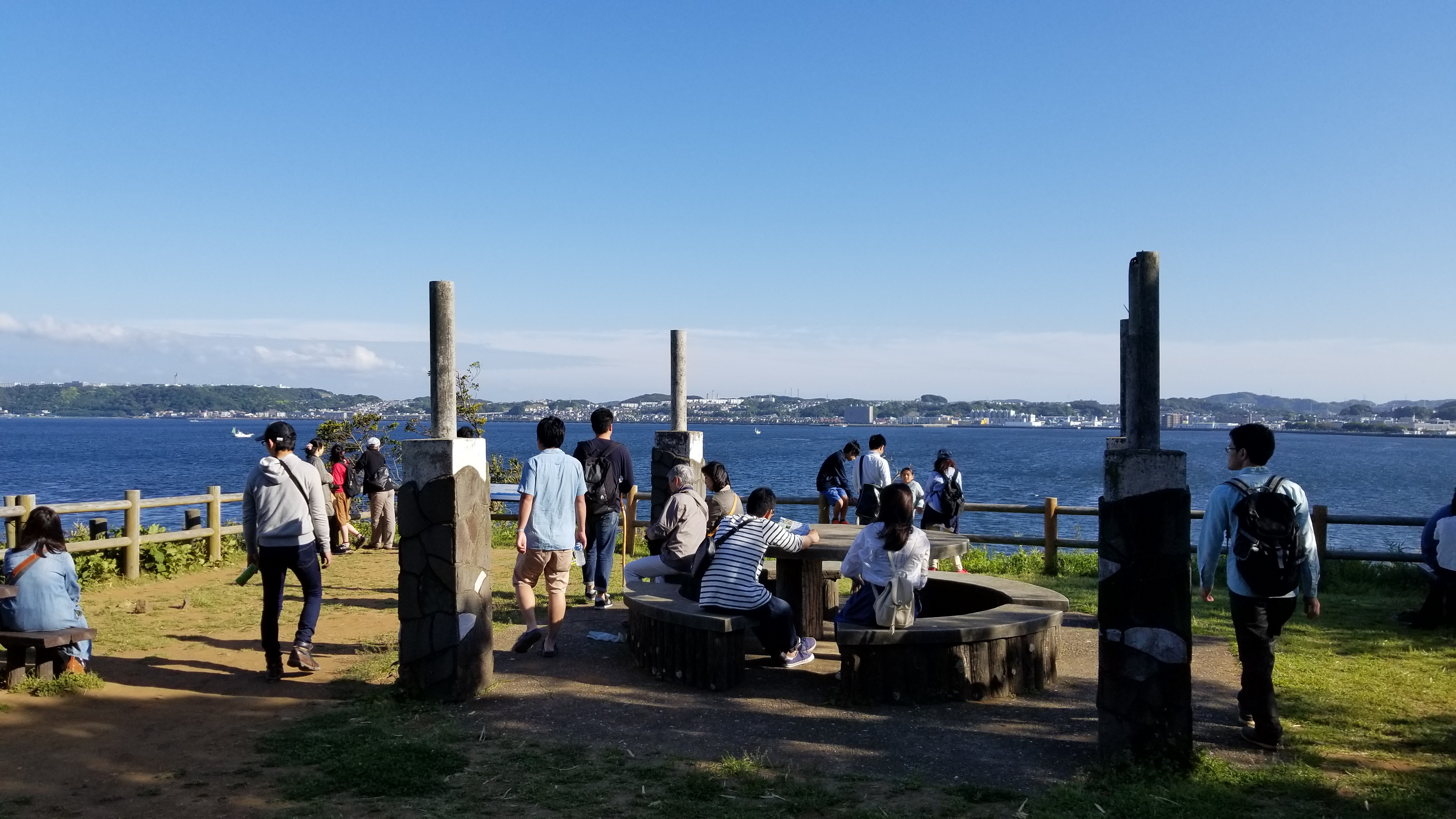
西北邊景色
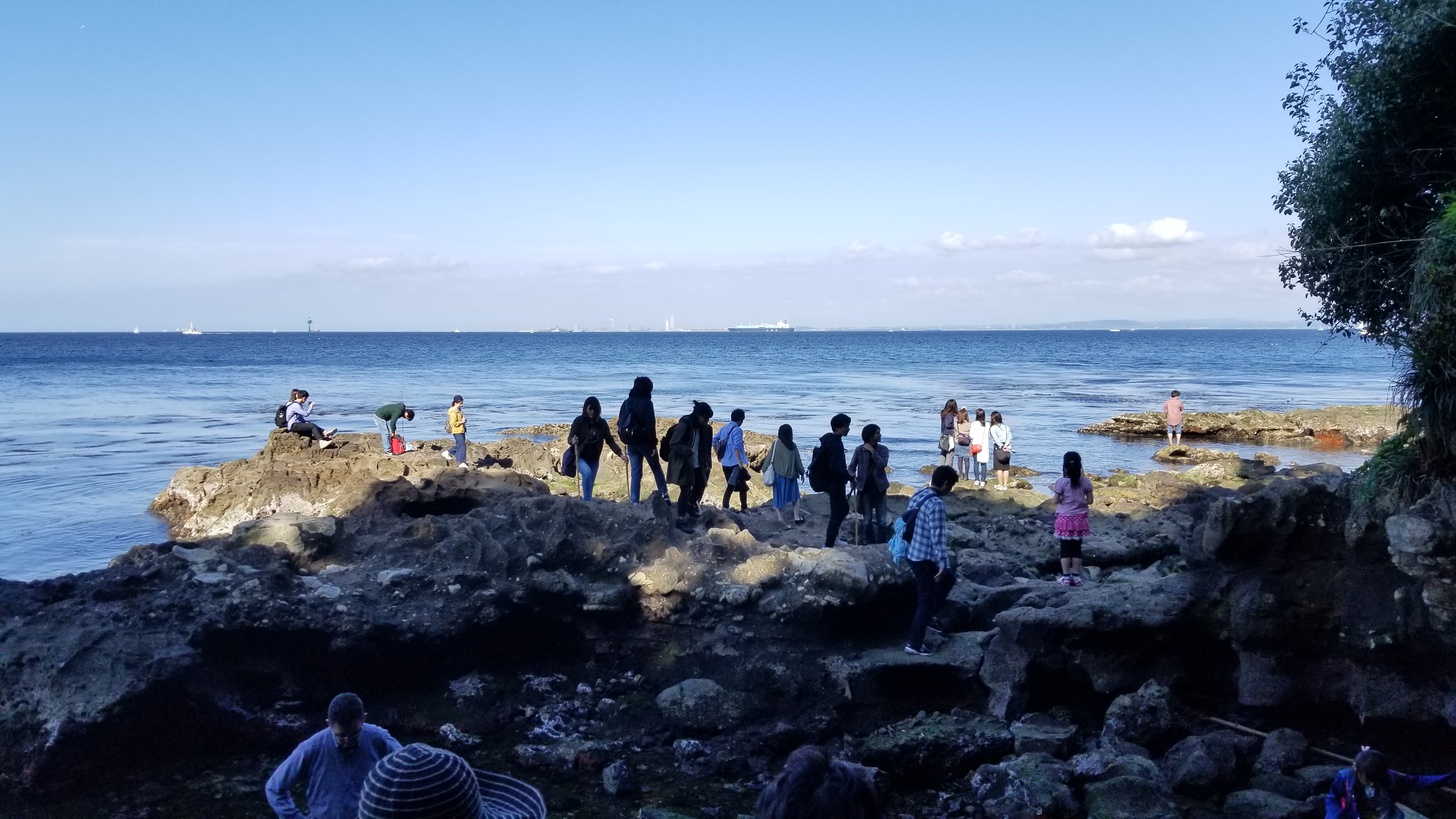
北邊海灣